# Dark Legions
 Dark Legions  est un jeu vidéo de stratégie au tour par tour et d’action développé par Silicon Knights et publié par Strategic Simulations en 1994. Le jeu se déroule sur un plateau de jeu sur lequel le joueur peut affronter l’intelligence artificielle du jeu ou un autre joueur. Au début d’une partie, les joueurs achètent des troupes  grâce à un nombre prédéfini de crédits, chacun pouvant choisirs parmi seize personnages différents. L’un d’eux est ensuite désigné comme le Gardien de l’Orbe, l’objectif d’une partie étant de tuer le Gardien de l’adversaire. Les joueurs peuvent ensuite placer leurs personnages sur le plateau de jeu puis les déplacer chacun à leur tour.  Lorsqu’un joueur déplace un personnage sur une case déjà occupé par l’adversaire, l’action est transférée sur un autre terrain où les deux personnages s’affrontent en temps réel.

## Accueil
| Dark Legions          |      |       |
| Média                 | Pays | Notes |
| Computer Gaming World | US   | 3,5/5 |
| Gen4                  | FR   | 84%   |
| Joystick              | FR   | 80 %  |
| PC Gamer UK           | GB   | 83 %  |